# 1972年ミュンヘンオリンピックのニュージーランド選手団
1972年ミュンヘンオリンピックのニュージーランド選手団（1972ねんミュンヘンオリンピックのニュージーランドせんしゅだん）は、1972年8月26日から9月11日にかけて西ドイツのミュンヘンで開催された1972年ミュンヘンオリンピックのニュージーランド選手団、およびその競技結果。

## 概要
今大会は金メダル1個、銀メダル1個、銅メダル1個の合計3個のメダルを獲得した。

## メダル
| メダル | 選手名             | 競技 | 種目      |
| ------ | ------------------ | ---- | --------- |
| 銅     | ロッド・ディクソン | 陸上 | 男子1500m |